# (2084) Okayama
(2084) Okayama est un astéroïde de la ceinture principale.

## Description
(2084) Okayama est un astéroïde de la ceinture principale. Il fut découvert le 7 février 1935 à Uccle par Sylvain Arend. Il présente une orbite caractérisée par un demi-grand axe de 2,40 UA, une excentricité de 0,10 et une inclinaison de 4,8° par rapport à l'écliptique.

## Compléments